# Європа-Парк

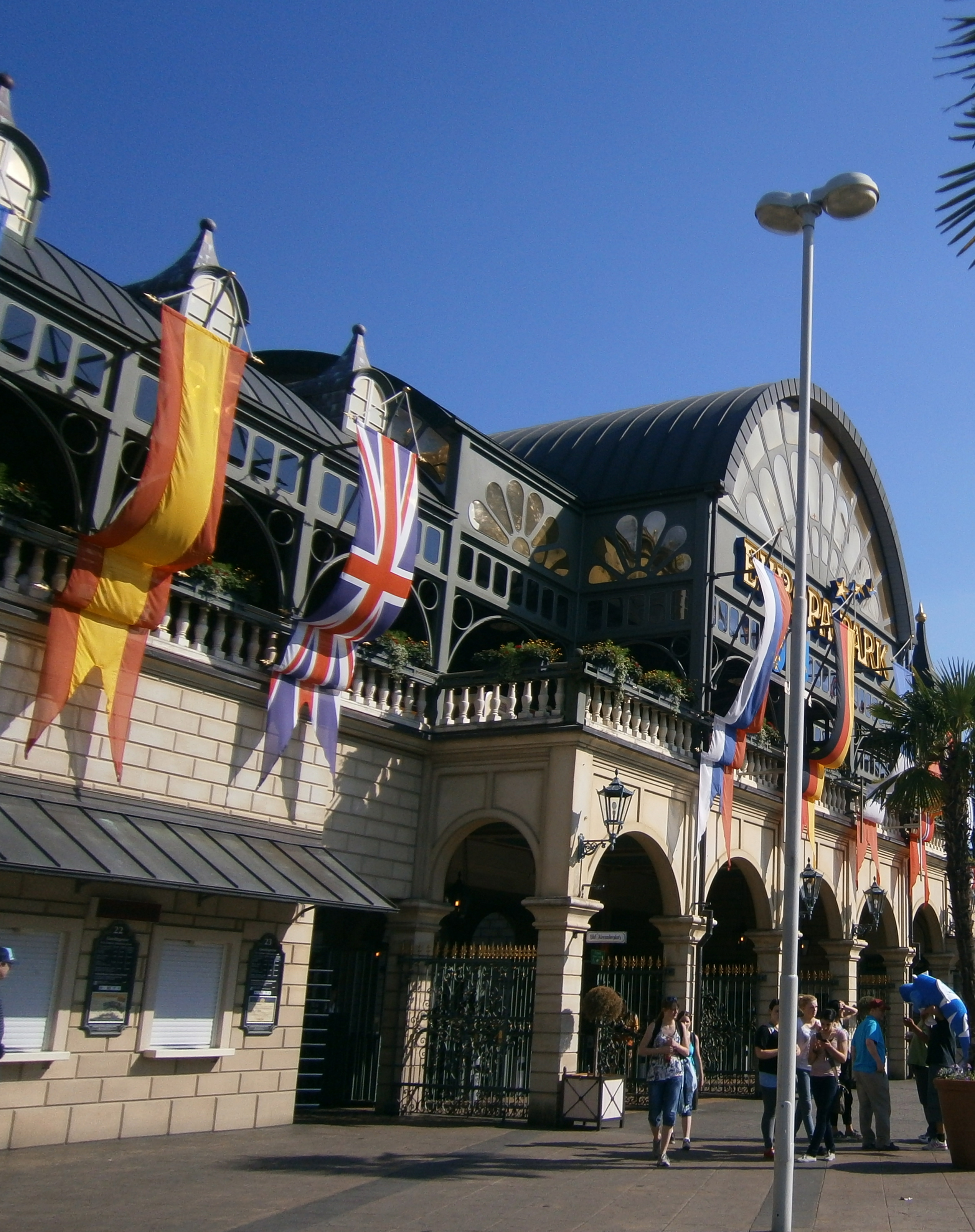
Вхід у Європа-Парк

48°16′06″ пн. ш. 7°43′15″ сх. д. / 48.268333° пн. ш. 7.720833° сх. д.
Європа-Парк (нім. Europa-Park) — парк розваг, розташований у Німеччині (Баден-Вюртемберг).

## Розташування
Європа-Парк — другий за відвідуваністю парк розваг у Європі після Діснейленду в Парижі. Розташований у місті Руст в федеративній землі Баден-Вюртемберг на південному-заході Німеччини між Фрайбургом і Страсбургом, зовсім поруч з відомим німецьким курортом Баден-Баден. Європа парк розташований на стику кордонів Швейцарії, Франції та Німеччини.
Доїхати до парку можна на поїзді із Франкфурта до Оффенбурга або Лара, поїзд йде 2 години. Потім пересісти на автобус, який доставляє прямо до парку.

## Історія
Протягом поїздки в США, яка відбулася у 1972 році Франц Мак разом із своїм сином Роландом вирішили створити парк розваг. У містечку Руст сім'я Мак викупила парк разом із замком Бальтасар. Крім цього був придбаний прилеглий казковий парк. Загальна площа усієї придбаної території становила 16 гектарів. Парк відкрився 12 липня 1975 року.
У перший рік парк відвідало 250 000 людей, у наступний — 700 000 і у 1978 кількість відвідувачів становила мільйон.
У 1982 відбулося відкриття першої тематичної зони — Італії, а з нею і зародження ідеї створити «маленьку Європу». Уже в 1984—1985 роках відкриваються перші великі гірки, зокрема Швейцарські гірки. З розвитком ідеї європейського парку з'являються нові країни Голландія (1984), Англія (1988), Франція (1990) (з популярним атракціоном Eurosat), Скандинавія (1992) та Іспанія (1994). У 1991 Європа парк відвідали два мільйони людей.
У 1995 році відкрився перший готель у Європа парку під назвою El Andaluz. Згодом у 1999 був відкритий і ще один готель Castillo Alcazar. У 2000 році в готелі зупинялося 97,7 відсотків з трьох мільйонів відвідувачів.
У 2001-2002 роках парк відкрив перший зимовий сезон, в якому було нараховано 180 000 гостей. Парк розвинувся від одноденної поїздки до довготривалої. У 2007 році кількість його відвідувачів склала 4 мільйона людей. У 2011 році його відвідало близько 4,5 мільйонів. 2012 року парк нараховував на площі у 90 гектарів 11 американських гірок, 5 готелів та 100 інших атракціонів. До 2011 року в парк було інвестовано 700 мільйонів євро, а річний дохід парку становить близько 350 мільйонів євро.

## «Країни» у Європа парку
«Вся Європа» розташувалася на площі 90 гектарів і поділена на 16 тематичних частин. Кожна країна в парку має свої особливості.
Європа парк є унікальним у своєму роді парком, відвідавши який можна побувати відразу в декількох європейських країнах, таких як Австрія, Велика Британія, Німеччина, Голландія, Іспанія, Італія, Франція, Швейцарія, країни Скандинавії, Греція, Португалія, Ісландія, Ірландія, Люксембург, Росія, Ліхтенштейн, а також можна відвідати Шоколадну Землю, дивовижну Країну вікінгів і чудовий Палацовий парк.
Тут також запропоновано понад сто різноманітьних магазинів та багато шоу. До парку належать п'ять готелей, дім для гостей, місце для кемпінгу та кінотеатр.
В мініатюрній «Європі» можна за один день побувати в різних куточках Європи — випити чашечку капучино на Piazza, оточеної архітектурними шедеврами в стилі ренесанс і бароко, побувати у справжньому Валійскому селі зі старим водяним млином. Поруч з Німецьким бульваром знаходиться романтичний палацовий парк: тихий, наповнений чудовим квітковим ароматом. Тут знаходиться замок Бальтасар — одна з найстаріших фортець Європи, побудована в 1442 році.
Талісман парку — сіра миша на ім'я «Euromaus», хоча в Європа парку є безліч інших характерних персонажів.

## Атракціони

### Silver Star
Одним із найпопулярніших атракціонів є гірка Silver Star, яка була спроектована швейцарською індженерною компанією Bolliger & Mabillard і встановлена за підтримки Mercedes-Benz. До початку 2006 року вона була найшвидшою і до 2012 найвищою гіркою Європи.

### Poseidon
Наступна популярна гірка — Посейдон (Poseidon). Це перша водяна гірка у Європі.

#### Eurosat
В Eurosat поїздка проходить в космічній атмосфері всередині великої кулі. На Хелоувін цей атракціон перетворюється на величезний гарбуз.

#### Blue Fire
В куточку Ісландії розташована ще одна гірка Blue Fire, перша високошвидкісна гірка у Європа парку з мертвою петлею. Ця гірка розганяється з 0 до понад 100 км/год за 2,5 секунди, досягає максимальної швидкості 110 км/год, є 38 м у висоту, а її протяжність становить 1.056 м.

### Відвідувачі
Станом на 2011 рік:

Німеччина: 49 процентів

Швейцарія: 20 процентів

Франція: 20 процентів

Інші країни: 11 процентів

### Розцінки та час роботи
Вартість вхідних квитків в Європа парк на 1 день складає 47 євро для дорослого і близько 36 євро для дитини до 12 років. Ви можете також купити квиток на 2 дні. Європа парк відкритий з середини березня до кінця жовтня (літній сезон) і від початку грудня до середини січня (зимовий сезон). Парк працює щодня з 9.00 до 18.00 годин за центральноєвропейським літній часом.